# 元英
元 英（げん えい、? - 510年）は、北魏の皇族。中山献武王。字は虎児。

## 経歴
南安王拓跋楨の子として生まれた。聡明鋭敏で博覧強記、弓射や乗馬を得意とし、笛の演奏や医術にも理解があった。孝文帝のとき、平北将軍・武川鎮都大将となった。まもなく都督梁益寧三州諸軍事・安南将軍・領護西戎校尉・仇池鎮都大将・梁州刺史に転じた。
494年（太和18年）、孝文帝が南征の軍を起こすと、元英は梁漢別道都将となった。495年（太和19年）、孝文帝が親征して鍾離に迫ると、元英は軍を率いて西南国境を警戒した。孝文帝の本軍が南東で戦端を開くのに合わせて、漢中でも機会に乗じて攻勢にうつさせるよう提案して、孝文帝の許可をえた。元英の軍は沮水に設営した。南朝斉の将軍である蕭懿の派遣した部将の尹紹祖・梁季群らが2万の兵を率い、山間の地形を利用して柵を立て、数カ所に分屯して、魏軍を高所から見下ろす形勢に布陣した。元英は斉軍の連係の不備を見抜き、1カ所に攻撃を集中すると、他の斉軍は救援できず、1カ所が破れると総崩れとなった。元英の兵は梁季群を生け捕りにし、3000人あまりを斬り、700人を捕虜にした。南朝斉の白馬戍の将は夜間に逃亡した。元英は勝利に乗じて長駆して南鄭に迫り、漢水流域では北魏に帰順する者が相次いだ。
梁州の李天幹らが元英に降ると、南鄭の西にいる李天幹らを迎えるため、元英は軍を派遣した。蕭懿が部将の姜脩を派遣して追撃をかけ、夜間の交戦で北魏側の損耗も大きかった。姜脩は後に敗れて、蕭懿にさらなる援軍を求めた。蕭懿が援軍を派遣すると、急報を受けた元英は1000騎を率いて駆けつけ、南朝斉の援軍を撤退させた。元英は統軍の元抜に斉軍の後をつけさせ、元英はその前に出て挟撃すると、斉軍をことごとく捕虜にした。蕭懿は次々と軍を派遣したが、元英の用兵に翻弄されて撤退を余儀なくされ、ついに魏軍は南鄭を包囲した。元英は三軍に略奪を禁止させ、各所から糧食を運搬させて補給を確保した。
蕭懿の派遣した軍主の范潔が3000人あまりを率いて少数民族の獠を攻撃していたが、魏軍が南鄭を包囲したと聞くと、救援に戻ろうとした。元英は統軍の李平敵や李鉄騎らを派遣して巴西郡や晋寿郡の人々を調略し、その帰路を断たせようとした。しかし范潔は李平敵の軍を撃破し、南鄭に接近した。元英は奇兵で范潔を騙し討ちにして、その兵をことごとく捕らえた。南鄭の包囲は90日あまり、魏軍は勝利を重ねたが、孝文帝の勅命によりその陥落を見ることなく軍を返すこととなった。元英は老弱の兵を先に撤退させ、精鋭を後に残しながら、整然と撤退した。使者を蕭懿のもとに派遣して、別れを告げさせたが、蕭懿は計略を疑って魏軍の撤退を信じなかった。元英が軍を返して1日、南鄭の門は閉ざされたまま開かれなかった。2日の後、蕭懿は元英を追撃するために部将を派遣したが、元英自らが殿軍をつとめ、兵士に下馬させて交戦すると、斉軍はそれ以上迫ろうとしなかった。4日4夜して、斉軍が追撃をあきらめて撤退すると、元英も全軍を帰還の途につけた。山氐が反乱を起こして、元英の帰路を断とうとすると、元英は流れ矢で負傷しながらも奮戦して撃退した。功績により安南大将軍の号を受け、広武伯の爵位を受けた。仇池郡（梁州州治）にあること6年、威刑と恵政を両用して統治した。496年（太和20年）、父が死去すると、任を解かれた。
497年（太和21年）、孝文帝が漢陽を攻撃すると、元英は左衛将軍となり、前将軍の号を加えられた。まもなく大宗正に転じた。さらに尚書に転じ、前将軍のまま、荊州に駐屯した。499年（太和23年）、南朝斉の将軍の陳顕達らが荊州に侵攻してくると、元英は連戦して敗れた。孝文帝が南陽までやってくると、元英は官爵を剥奪された。宣武帝が即位すると、元英は徐州刺史を代行し、尚書・広武伯にもどされた。500年（景明元年）、南朝斉の将軍の陳伯之が淮南に進攻してくると、彭城王元勰が寿春に駐屯し、元英を鎮南将軍として、斉軍を討たせた。元英が淮南に入ると、斉軍はすでに撤退していた。元勰が召還されると、元英は揚州刺史を代行した。後に元英は洛陽に召還され、吏部尚書に任じられ、常山侯の爵位を受けた。
503年（景明4年）、元英は使持節・鎮南将軍・都督征義陽諸軍事となり、軍を率いて南朝梁の義陽の攻撃に向かった。南朝梁の司州刺史の蔡道恭は元英がやってくると聞くと、驍騎将軍の楊由に城外の居民3000家あまりを動員させ、城の西南10里の賢首山に3柵を設けさせて、防備を固めた。元英は諸軍を率いて賢首塁を包囲し、その柵門を焼き討ちさせた。楊由は水牛を駆り出して、陣営から出させ、その後ろから兵に追わせると、魏軍は牛を避けるためにいったん陣を下がらせた。まもなく魏軍は兵を分けて包囲を再構築した。その夜、柵を守っていた民たちは楊由を斬って魏軍に降った。504年（正始元年）、南朝梁の平西将軍の曹景宗と後将軍の王僧炳らが兵3万を率いて義陽の救援にやってきた。王僧炳は2万の兵を率いて鑿峴に拠り、曹景宗は1万の兵でその後に続いた。元英は冠軍将軍の元逞や揚烈将軍の曹文敬を派遣して樊城に拠らせ、南朝梁の援軍の進軍を阻止させた。元英は将士を率いて、掎角の形勢をとって王僧炳の軍を撃破し、4000人あまりを捕斬した。元英はまた士雅山に塁を築いて、曹景宗と対峙させ、諸軍を分遣して、四方の山に伏兵させて、曹景宗を弱体化させた。南朝梁の将軍の馬仙琕が1万人あまりを率いて、元英の陣営を攻撃すると、元英は諸軍に命じて北の平地に誘い出させ、馬仙琕を撃退した。馬仙琕が再び1万人あまりを率いて、決戦を挑んでくると、元英は諸将を率いてまたこれを撃破した。義陽の蔡道恭は憂憤のうちに死去し、曹景宗と馬仙琕は義陽の陥落が近いとみて、1日3回交戦したが、いずれも敗れて撤退した。蔡道恭の死後、司州刺史を代行していた蔡霊恩は魏軍に降り、義陽は陥落した。三関を守る梁軍も逃亡して、北魏の手に落ちた。宣武帝は勝報に喜び、元英は中山王に改封された。元英は蔡霊恩をはじめ、蔡僧勰・馮道要・鮑懐慎・王承伯・司馬宗象・伏粲・蔡道基・龐脩ら数十人の南朝梁の降人たちを洛陽に送った。
506年（正始3年）、南朝梁が肥梁に侵攻してくると、元英は使持節・散騎常侍・征南将軍・都督揚徐二道諸軍事となり、10万の兵を率いて陰陵で梁軍を撃破した。さらに梁城で梁軍を連破し、南朝梁の臨川王蕭宏や尚書右僕射の柳惔らを敗走させた。元英は馬頭まで追撃し、南朝梁の馬頭戍主を敗走させ、鍾離を包囲した。元英率いる魏軍は昼夜の別なく鍾離城を攻め立てたが、城の攻略は難航し、翌507年（正始4年）になっても陥落の目途が立たなかった。宣武帝は元英をいったん呼び戻そうとしたが、元英は苦戦を霖雨のせいであるとし、3月になれば城を落とせると上表して、撤退を拒んだ。南朝梁の韋叡と曹景宗が鍾離の救援にあらわれ、魏軍が淮水にかけた橋を焼き払うと、魏軍は総崩れとなり、元英も敗走して梁城に入った（鍾離の戦い）。8月、敗戦の罪で御史の糾弾を受け、死刑に処されるところ、一命を許されて民とされた。
508年（永平元年）7月、京兆王元愉が冀州で反乱を起こすと、元英は中山王の封をもどされ、使持節・征東将軍・都督冀州諸軍事となった。しかし元英が出発する前に、元愉の乱は平定された。ときに郢州治中督の栄祖がひそかに梁軍を引き入れ、義陽がこれに呼応したため、三関を守備する兵はいずれも南朝梁に降った。郢州刺史の婁悦が籠城して守りを固めた。豫州懸瓠の城民の白早生らが北魏の豫州刺史の司馬悦を殺し、南朝梁についた。そこで南朝梁の将軍の斉苟仁が懸瓠に入って守備した。元英は使持節・征南将軍・都督南征諸軍事となり、汝南から出立した。宣武帝は邢巒に白早生を撃破させると、元英に義陽へ向かわせた。元英の兵は少勢であったため、たびたび増援を求めたが、宣武帝は許さなかった。そこで元英は邢巒とともに懸瓠を攻め落とすと、楚城に拠る南朝梁の寧朔将軍の張道凝らを敗走させた。追撃して張道凝らを斬ると、その部下たちを捕虜とした。引き続いて三関の奪取を図り、攻めやすい東関を先に攻略することに決め、長史の李華に西関に向かわせて牽制しつつ、自らは東関に向かった。南朝梁の馬仙琕は雲騎将軍の馬広を長薄に駐屯させ、軍主の胡文超を松峴に駐屯させて、これを阻止しようとした。509年（永平2年）1月、元英は長薄に入ると、馬広は夜に武陽に逃げ込んだため、元英は軍を進めて武陽を攻撃した。南朝梁の冠軍将軍の彭瓫生と驃騎将軍の徐超秀が武陽の救援に現れると、元英は攻撃を緩めて、救援軍が武陽に入るのを待ってから包囲攻撃すると、6日で馬広らは魏軍に降伏した。元英が黄峴に進撃すると、南朝梁の太子左衛率の李元履は城を棄てて逃亡した。さらに元英は西関を討ち、南朝梁の司州刺史の馬仙琕を退却させた。
帰朝すると、尚書僕射に任じられた。510年（永平3年）10月、死去した。司徒公の位を追贈された。諡は献武王。

## 子女
- 元攸（字は玄興、東宮洗馬、早逝）
- 元熙
- 元誘（字は恵興、通直郎・太子中庶子・征虜将軍・衛尉少卿、右将軍・南秦州刺史）
- 元略
- 元纂（字は紹興、司徒祭酒、元熙が挙兵すると、鄴に逃れて捕らえられ、元熙とともに死んだ）
- 元廞

## 伝記資料
- 『魏書』巻19下 列伝第7下
- 『北史』巻18 列伝第6